# Much Marcle
Much Marcle is een kleine civil parish in het Engelse graafschap Herefordshire. Het ligt tussen de plaatsen Ross-on-Wye en Ledbury.
In Much Marcle bevinden zich onder meer Hellens Manor, Homme House en twee ruïnes van middeleeuwse kastelen: Mortimer's Castle en Much Marcle Castle.
Het plaatsje kwam in 1992 grootschalig in het nieuws toen de gruweldaden van de lokale seriemoordenaars Fred West en zijn vrouw Rosemary aan het licht kwamen.

## Foto's

De Kyrle Tombe
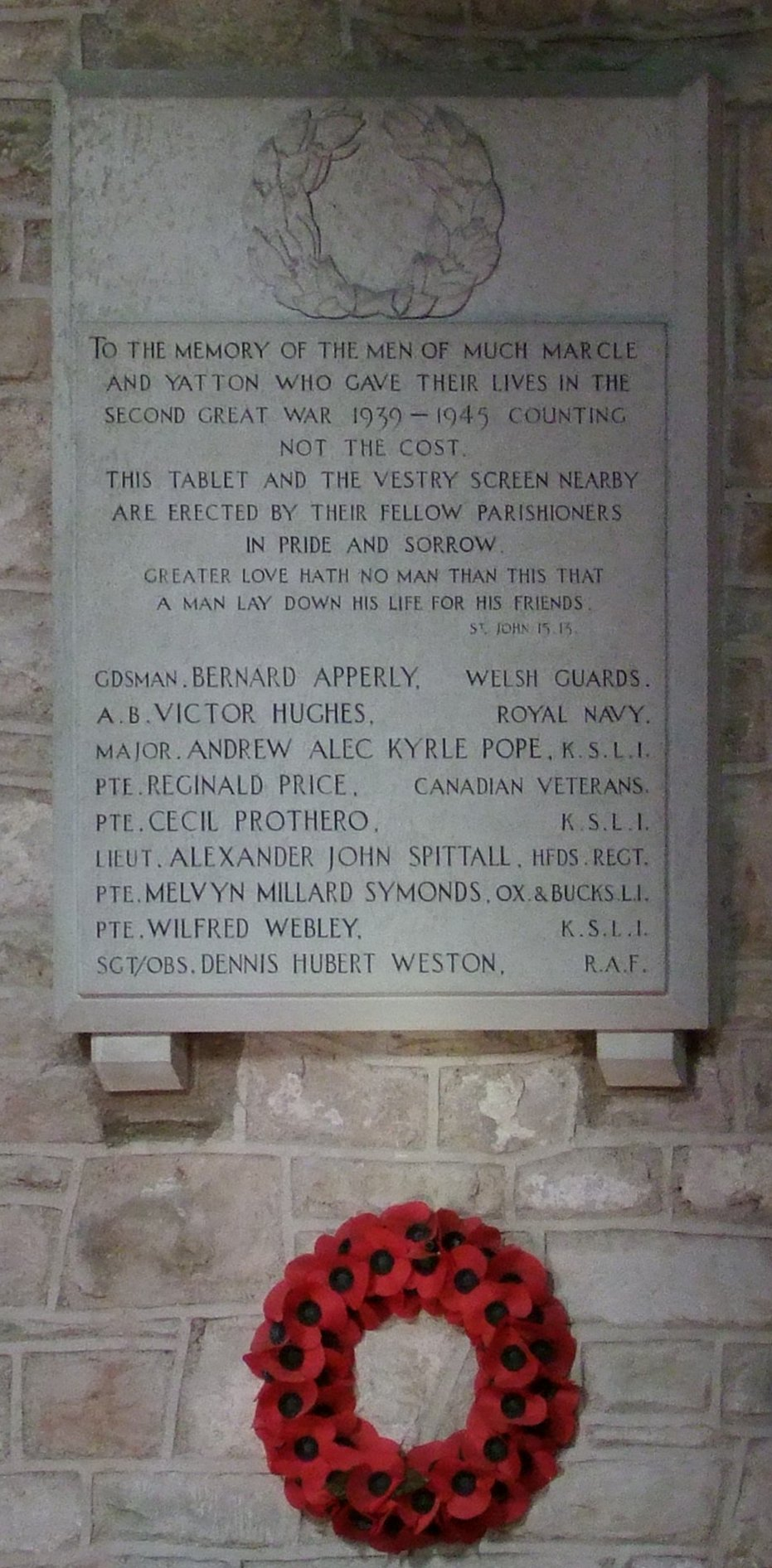
Gedenkteken ter attentie van de Tweede Wereldoorlog